# Trevor Hall
Pour les articles homonymes, voir Hall.
Pas d'image ? Cliquez ici

a Compétitions nationales et continentales officielles uniquement.

Dernière mise à jour le 2 novembre 2021.
Trevor Hall, né le 2 octobre 1978 à Johannesbourg (Afrique du Sud), est un joueur sud-africain de rugby à XV occupant le poste de deuxième ligne ou troisième ligne. 

## Carrière
Trevor Hall a débuté sous le maillot des Eagles pour disputer la Currie Cup avant d’être recruté par les Golden Lions. En 2005 et 2006, il dispute 13 matches de Super 12/Super 14 avec les Cats. En 2006, il signe pour le Biarritz olympique, où il reste quatre saisons avant de rentrer dans son pays natal.